# Gli spari sopra
Gli spari sopra è il decimo album in studio del cantautore italiano Vasco Rossi uscito il 6 febbraio 1993.

## Descrizione
Con oltre 1.000.000 di copie vendute, si tratta di uno degli album di maggior successo del cantante, ed è uno tra gli album più venduti in Italia.
La musica di Gli spari sopra è stata ripresa dalla canzone Celebrate degli An Emotional Fish, mentre il testo è interamente scritto da Vasco Rossi. Il titolo ricalca l'assonanza con la frase "this party's over" presente nel testo della canzone originale del gruppo irlandese.
Il disco è preceduto da un singolo, contenente quattro pezzi: Gli spari sopra, versioni differenti da quelle poi pubblicate di Delusa e L'uomo che hai di fronte e Se è vero o no, che non verrà però inserita nell'album.
L'album si apre con Lo Show, le cui prime note riprendono Child in Time dei Deep Purple.
In Delusa ci sono riferimenti al programma Non è la Rai, le ragazze protagoniste e l'ideatore Gianni Boncompagni: quest'ultimo, risentitosi, fece cantare ad Ambra Angiolini la stessa canzone sostituendo la parte «però, quel Boncompagni lì» con «però, quel Vasco Rossi lì».
La canzone Vivere è stata scritta a Villa Condulmer da Rossi e Massimo Riva.
La quinta traccia Gabri è dedicata a Gabriella Sturani (1970-2024), madre di Lorenzo (secondogenito di Vasco).
Pino Daniele compare come ospite con l'assolo di chitarra e i cori nella canzone Hai ragione tu, la cui musica è di Dave Stewart degli Eurythmics.
L'ultima canzone del disco è Walzer di gomma, realizzata nel 1983.
Nello stesso anno si svolse il tour e venne pubblicato il VHS.

## Tracce
1. Lo show – 5:05 (Vasco Rossi, Maurizio Solieri)
2. Non appari mai – 5:08 (Vasco Rossi, Tullio Ferro)
3. Gli spari sopra ("Celebrate") – 3:29 (G. Whelan, E. Wryatt, D. Frew, M. Murphy, Vasco Rossi)
4. Vivere – 5:28 (Vasco Rossi, Tullio Ferro, Massimo Riva)
5. Gabri – 4:32 (Vasco Rossi, Roberto Casini)
6. Ci credi – 4:18 (Vasco Rossi, Guido Elmi)
7. Delusa – 4:37 (Vasco Rossi, Tullio Ferro)
8. ...Stupendo – 6:33 (Vasco Rossi, Tullio Ferro, Massimo Riva)
9. Vuoi star ferma! – 4:46 (Vasco Rossi, Maurizio Solieri)
10. L'uomo che hai di fronte – 6:20 (Vasco Rossi, Guido Elmi)
11. Occhi blu – 4:27 (Vasco Rossi, Tullio Ferro, Massimo Riva)
12. Hai ragione tu – 4:18 (Vasco Rossi, David Stewart)
13. Walzer di gomma – 4:01 (Vasco Rossi)
14. Gli spari sopra (Intro Video) – 1:26 (G. Whelan, E. Wryatt, D. Frew, M. Murphy, Vasco Rossi)

### Singolo
Gli spari sopra è anche il titolo del singolo pubblicato nel 1992.

## Formazione[6]
- Vasco Rossi - voce
- Gregg Bissonette - batteria
- Randy Jackson - basso
- Steve Farris - chitarra ritmica, chitarra solista
- Maurizio Solieri - chitarra acustica (Tracce 1,5,9), chitarra solista (traccia 1)
- Andrea Braido - chitarra (Tracce 5,8)
- Jonathan Cain - tastiera, fisarmonica, organo Hammond (traccia 2,5,6,10,11)
- Fio Zanotti - fisarmonica (Tracce 4,12)
- Luca Testoni - chitarra (tracce 7,13)
- Stef Burns - chitarra solista (tracce 7,11)
- Claudio Golinelli - basso (tracce 3,5,7,11,13)
- Lele Melotti - batteria (tracce 5,11,12,13)
- Tullio Ferro - chitarra acustica (traccia 4), cori
- Davide Romani - basso (traccia 12)
- Stefano Bittelli - tastiera, programmazione
- Alessandro Magri - tastiera, programmazione
- Daniele Tedeschi - percussioni (traccia 5)
- Vinnie Colaiuta - batteria (traccia 10)
- Luca Bignardi - programmazione
- Ernesto Vitolo - tastiera, organo Hammond
- Paulinho Da Costa - percussioni
- Stefano Bertonazzi - tastiera
- Pino Daniele - assolo chitarra e cori (traccia 12)
- Clara Moroni, Nando Bonini, Silvio Pozzoli - cori

## Classifiche

### Classifiche settimanali
| Classifica (1993) | Posizione massima |
| ----------------- | ----------------- |
| Europa            | 24                |
| Italia            | 1                 |
| Svizzera          | 19                |
| Classifica (2003) | Posizione massima |
| Italia            | 20                |

### Classifiche di fine anno
| Classifica (1993) | Posizione |
| ----------------- | --------- |
| Europa            | 53        |
| Italia            | 1         |